# Tribu Paiute Burns de la Colònia Índia Paiute Burns d'Oregon
La Tribu Paiute Burns de la Colònia Índia Paiute Burns d'Oregon és una tribu reconeguda federalment dels paiute del Nord que habiten al comtat de Harney, Oregon, als Estats Units. Són principalment els descendents de la banda Wadatika de paiutes del Nord que tradicionalment viuen al centre i sud d'Oregon.

## Reserva
La tribu compta amb una reserva federal al comtat de Harney, la Reserva Paiute Burns i Terres en Fideïcomís, també coneguda com a Colònia índia Paiute Burns, situada al nord de la ciutat de Burns. La reserva comprèn 11.944 acres (48.34 km²). En 1990 hi vivien 151 membres de la tribu; en 1992 356 eren inscrites com a membres de la tribu. Va ser reconeguda oficialment el 13 d'octubre de 1973. El 1988 fou aprovada una nova constitució per l'assemblea general i aprovat per la BIA.

## Idioma
Els paiute Burns parlaven tradicionalment la llengua paiute del nord, que pertany a la branca Numic occidental del grup lingüístic uto-asteca.

## Avui
La seu de la tribu es troba a Burns. La tribu és governada per un consell tribal de cinc persones. Per al desenvolupament econòmic, els paiute Burns crearen el Casino Old Camp, el restaurant Sa-Wa-B i el parc RV a Burns.